# Tadeusz Kuniewski
Tadeusz Gustaw Kuniewski (ur. 19 lutego 1894, zm. 7 lipca 1956) – kapitan administracji (piechoty) Wojska Polskiego.

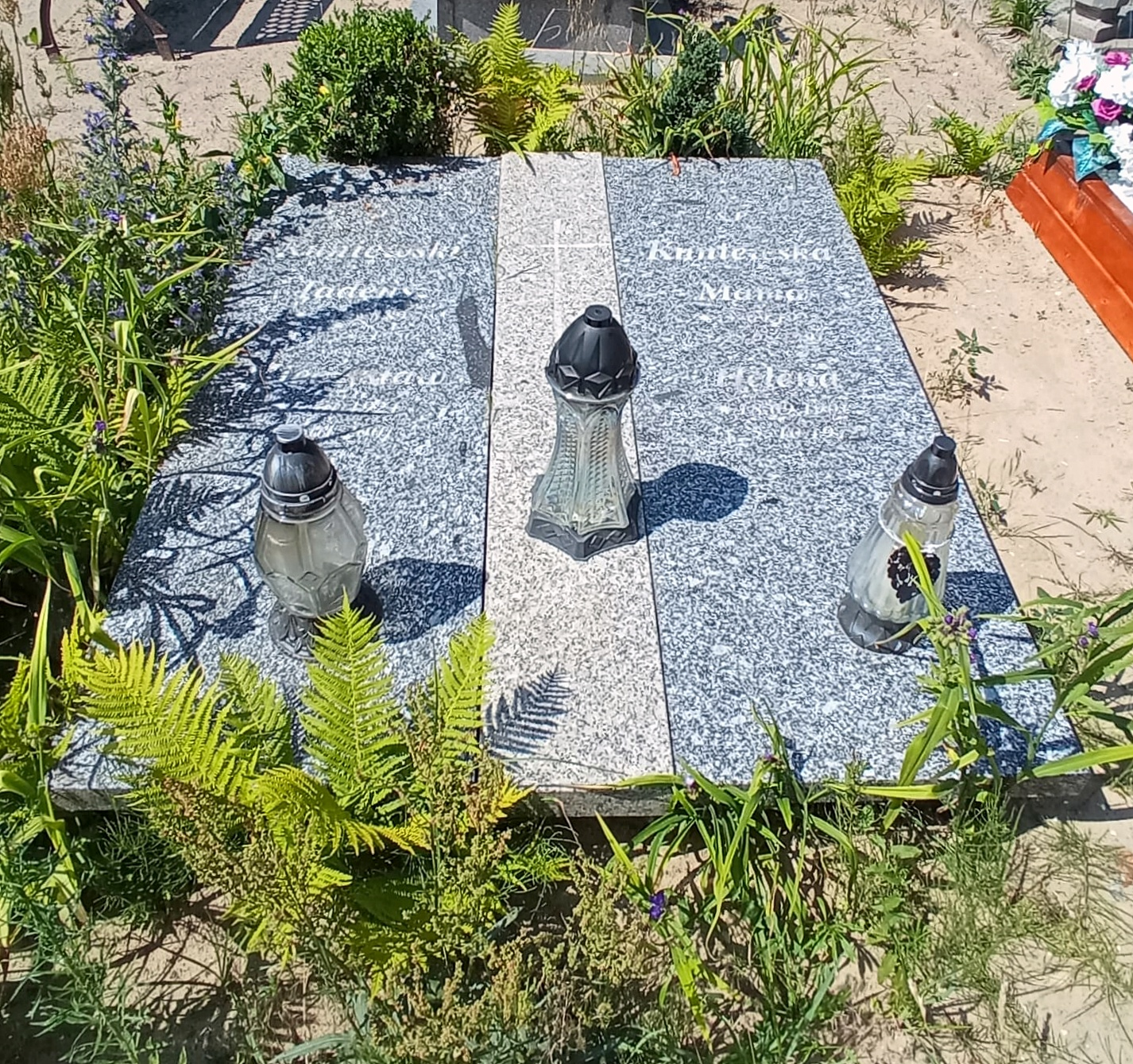
Grobowiec rodzinny Tadeusza Kuniewskiego

## Życiorys
Urodził się 19 lutego 1894. Po zakończeniu I wojny światowej i odzyskaniu przez Polskę niepodległości został przyjęty do Wojska Polskiego. Został awansowany do stopnia porucznika piechoty ze starszeństwem z dniem 1 czerwca 1919. W 1923, 1924 był przydzielony do 84 pułku piechoty w garnizonie Pińsk. Został awansowany do stopnia kapitana piechoty ze starszeństwem z dniem 15 sierpnia 1924. W 1928 jako oficer 84 pułku był przeniesiony do Korpusu Ochrony Pogranicza. W 1932 był oficerem 2 pułku Strzelców Podhalańskich w Sanoku. W 1935 sprawował stanowisko komendanta powiatowego Przysposobienia Wojskowego i wówczas był członkiem zarządu Powiatowej Komisji Oświaty Pozaszkolnej w Krośnie. W 1937 został przeniesiony do korpusu oficerów administracji, grupa administracyjna. W 1939 był dowódcą Sanockiego Batalionu Obrony Narodowej i jednocześnie komendantem 92 Obwodu Przysposobienia Wojskowego.
Na czele Sanockiego Baonu ON walczył w kampanii wrześniowej. Żołnierze batalionu 9 września 1939 wycofywali się przez Lesko do Ustrzyk Dolnych i wówczas celem opóźnienia marszu Niemców na wschód toczyli walki oraz pod Uhercami obsadzili pozycję. 10 września o godz. 11 batalion został zaatakowany przez niemiecką kolumnę zmotoryzowaną i po stoczeniu krótkiej walki wycofał się. Pamiątką po tych walkach są znajdujące się na miejscowym cmentarzu cztery groby i krzyż z napisem: Tu leżą żołnierze walki wrześniowej 1939 roku porucznik i ośmiu żołnierzy.
Zmarł 7 lipca 1956 i został pochowany na Cmentarzu Komunalnym w Jędrzychowie (Zielona Góra).

## Ordery i odznaczenia
- Krzyż Niepodległości – 3 maja 1932 „za pracę w dziele odzyskania niepodległości”[16][17]
- Krzyż Walecznych[8][12]
- Srebrny Krzyż Zasługi – 1937[11]
- Medal Międzyaliancki[8]